# Coupe des clubs champions européens 1989-1990
Navigation
Édition précédente Édition suivante
La Coupe des clubs champions européens 1989-1990 a vu la victoire du Milan AC.
Le Milan AC conserve ainsi son titre acquis en 1989.
La compétition s'est terminée le 23 mai 1990 par la finale au Stade Prater à Vienne.
La confrontation entre l’Olympique de Marseille et le Benfica Lisbonne en demi-finale retour est célèbre pour avoir été l’acte d’un but de la main inscrit par Vata, avec pour conséquence directe l’élimination du club français, après un match aller qui, selon son Président Bernard Tapie, restera comme le plus exceptionnel jamais réalisé par son équipe, toutes époques confondues.

## Seizièmes de finale
| Équipe 1               | Résultat | Équipe 2               | Aller | Retour |
| ---------------------- | -------- | ---------------------- | ----- | ------ |
| FC Swarovski Tirol     | 9 - 2    | Omonia Nicosie         | 6 - 0 | 3 - 2  |
| Rangers FC             | 1 - 3    | Bayern Munich          | 1 - 3 | 0 - 0  |
| Derry City FC          | 1 - 6    | Benfica Lisbonne       | 1 - 2 | 0 - 4  |
| Olympique de Marseille | 4 - 1    | Brøndby IF             | 3 - 0 | 1 - 1  |
| Budapest Honvéd        | 2 - 2E   | Vojvodina Novi Sad     | 1 - 0 | 1 - 2  |
| Linfield FC            | 1 - 3    | Dniepr Dniepropetrovsk | 1 - 2 | 0 - 1  |
| AC Milan               | 5 - 0    | HJK Helsinki           | 4 - 0 | 1 - 0  |
| Spora Luxembourg       | 0 - 9    | Real Madrid CF         | 0 - 3 | 0 - 6  |
| Sliema Wanderers FC    | 1 - 5    | KF Tirana              | 1 - 0 | 0 - 5  |
| Rosenborg BK           | 0 - 5    | FC Malines             | 0 - 0 | 0 - 5  |
| PSV Eindhoven          | 5 - 0    | FC Lucerne             | 3 - 0 | 2 - 0  |
| Ruch Chorzów           | 2 - 6    | CFKA Sredets Sofia     | 1 - 1 | 1 - 5  |
| Steaua Bucarest        | 5 - 0    | Fram Reykjavik         | 4 - 0 | 1 - 0  |
| Malmö FF               | 2 - 1    | Inter Milan            | 1 - 0 | 1 - 1  |
| Sparta Prague          | 5 - 2    | Fenerbahçe             | 3 - 1 | 2 - 1  |
| Dynamo Dresde          | 4 - 5    | AEK Athènes            | 1 - 0 | 3 - 5  |

## Huitièmes de finale
| Équipe 1               | Résultat | Équipe 2           | Aller | Retour |
| ---------------------- | -------- | ------------------ | ----- | ------ |
| Olympique de Marseille | 3 - 1    | AEK Athènes        | 2 - 0 | 1 - 1  |
| Budapest Honvéd        | 0 - 9    | Benfica Lisbonne   | 0 - 2 | 0 - 7  |
| AC Milan               | 2 - 1    | Real Madrid CF     | 2 - 0 | 0 - 1  |
| Bayern Munich          | 6 - 1    | KF Tirana          | 3 - 1 | 3 - 0  |
| Steaua Bucarest        | 2 - 5    | PSV Eindhoven      | 1 - 0 | 1 - 5  |
| Malmö FF               | 1 - 4    | FC Malines         | 0 - 0 | 1 - 4  |
| Sparta Prague          | 2 - 5    | CFKA Sredets Sofia | 2 - 2 | 0 - 3  |
| Dniepr Dniepropetrovsk | 4 - 2    | FC Swarovski Tirol | 2 - 0 | 2 - 2  |

## Quarts de finale
| Équipe 1           | Résultat | Équipe 2               | Aller | Retour  |
| ------------------ | -------- | ---------------------- | ----- | ------- |
| FC Malines         | 0 - 2    | AC Milan               | 0 - 0 | 0 - 2ap |
| CFKA Sredets Sofia | 1 - 4    | Olympique de Marseille | 0 - 1 | 1 - 3   |
| Benfica Lisbonne   | 4 - 0    | Dniepr Dniepropetrovsk | 1 - 0 | 3 - 0   |
| Bayern Munich      | 3 - 1    | PSV Eindhoven          | 2 - 1 | 1 - 0   |

## Demi-finales
| Équipe 1               | Résultat | Équipe 2         | Aller | Retour  |
| ---------------------- | -------- | ---------------- | ----- | ------- |
| Olympique de Marseille | 2 - 2E   | Benfica Lisbonne | 2 - 1 | 0 - 1   |
| AC Milan               | 2 - 2E   | Bayern Munich    | 1 - 0 | 1 - 2ap |

## Finale
| Entraîneur :  |
| Arrigo Sacchi |

| Entraîneur :        |
| Sven-Göran Eriksson |

| Entraîneur :  |
| Arrigo Sacchi |

| Entraîneur :        |
| Sven-Göran Eriksson |